# Hans-Joachim Geisthardt
Hans-Joachim Geisthardt (* 16. August 1925 in Züllchow; † 20. September 2007) war ein deutscher Komponist.
Geisthardt beantragte am 25. Juni 1943 die Aufnahme in die NSDAP und wurde rückwirkend zum 20. April desselben Jahres aufgenommen (Mitgliedsnummer 9.597.500). Seine musikalische Ausbildung erhielt er an der Musikhochschule Rostock und an der Hochschule für Musik Berlin bei Rudolf Wagner-Régeny, Hanns Eisler und Carl Adolph Martienssen. 1953 bis 1958 war er beim Berliner Ensemble Assistent Eislers und leitete dort unter anderem den Kinderchor. Danach war er als Musikdramaturg und -regisseur und später in leitenden Funktionen der Musikproduktion beim Rundfunk der DDR tätig. Sein Schaffen umfasste Lieder, Chöre, Songs, Chansons, Klavier-, Kammer- und Orchesterwerke. So entstanden mehr als 130 Hörspiel-, Fernseh-, Film- und Schauspielmusiken.

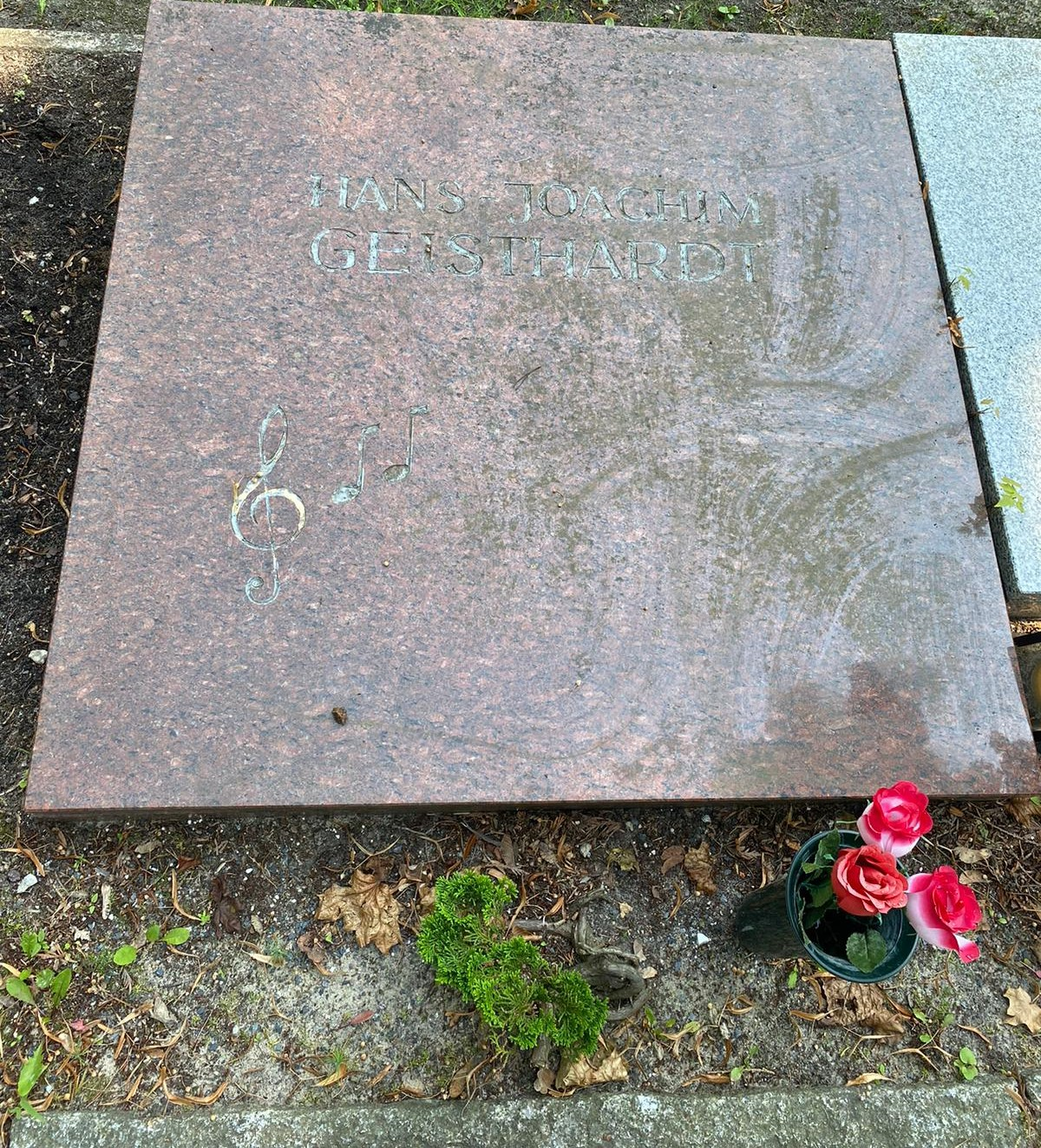
Grabstätte auf dem Friedhof Adlershof

Er ruht auf dem Friedhof Adlershof.

## Werke
- Sonatine für Klavier (um 1953)
- Drei Stücke für Bläserquintett (1962)
- Vier Sprüche für Frauenchor (1972)
- Variationen für Orchester (1973)
- Streichquartett (1973/74)
- Variationen für Flöte, Horn, Trompete, Schlagzeug und Streichorchester (1974)
- Szenischer Vorgang (Kammerszene) für Altstimme, Oboe, Violine, Viola, Violoncello und Cembalo; Text von Heinz Kahlau (1990)

## Filmografie
- 1963: Daniel und der Weltmeister

## Hörspiele (Auswahl)
- 1957: Brüder Grimm: Die Bremer Stadtmusikanten – Regie: Dora König (Kinderhörspiel – Rundfunk der DDR)
- 1957: Brüder Grimm: Rotkäppchen und der böse Wolf – Regie: Dora König (Kinderhörspiel – Rundfunk der DDR)
- 1958: Brüder Grimm: Frau Holle – Regie: Günter Bormann (Kinderhörspiel – Rundfunk der DDR)
- 1959: Friedrich Wolf: Die Weihnachtsgans Auguste – Regie: Ingeborg Milster (Kinderhörspiel – Rundfunk der DDR; Übernahme durch Eterna/Litera, 1962)
- 1959: Japanisches Volksmärchen: Das Geschenk des Zauberers – Regie: Werner Hoffmann (Kinderhörspiel – Rundfunk der DDR)
- 1960: Brüder Grimm: Schneewittchen – Regie: Uwe Haacke (Kinderhörspiel – Rundfunk der DDR)
- 1961: Brüder Grimm: Rumpelstilzchen – Regie: Uwe Haacke (Kinderhörspiel – Rundfunk der DDR)
- 1963: Japanisches Volksmärchen: Das Geschenk des Zauberers – Regie: Werner Hoffmann (Kinderhörspiel – Litera)
- 1963: Sarah Kirsch: Die betrunkene Sonne – Regie: Dora König (Kinderhörspiel – Rundfunk der DDR)
- 1964: Fred Rodrian: Das Wolkenschaf – Regie: Theodor Popp (Kinderhörspiel – Litera)
- 1973: Nikolai Ostrowski: Wie der Stahl gehärtet wurde – Pawels Lehrjahre – Regie: Andreas Scheinert (Hörspiel – Litera)

## Tonträger
- Hans-Joachim Geisthardt. Ein Komponistenporträt. VEB Deutsche Schallplatten Berlin/NOVA 8 85 181, 1983